# 世界上最疼我的那个人去了
《世界上最疼我的那个人去了》是由中华人民共和国女性导演马俪文的电影导演处女作，于2002年10月底在中国公映。

## 剧情简介
本片根据女作家张洁同名小说改编， 讲述事业成功的女作家诃回到北京前去看望八十多岁高龄的妈，发现妈突然间衰老了。诃决定留下来照顾自己的母亲，由此母女之间产生了不少摩擦。在带自己母亲体检之后，诃决定冒险让母亲做手术治疗肿瘤。手术成功后的母亲变得越发痴呆，但是诃却想尽办法让母亲康复。而为了不让自己女儿难过的母亲则拼命接受诃安排的种种康复项目，直到母亲有天忽然猝死在诃为了让母亲锻炼的跑步机上。

## 演员
| 角色名   | 演员名   | 角色简介                             |
| -------- | -------- | ------------------------------------ |
| 诃       | 斯琴高娃 | 年逾50的女作家                       |
| 诃的母亲 | 黄素影   | 脑垂体瘤患者，同时也罹患阿茲海默症。 |

## 反响
《世界上最疼我的那个人去了》在IMDb上获得7/10的得分，而在豆瓣和时光网分别获得8.4分和8.2分的高分。 本片的主演之一，黄素影也凭借本片在84岁拿下华表奖最佳女演员，成为“中国年龄最大的影后”。
《环球时报》2002年12月30日评论文章称，该片“创作态度虽然诚恳，却露出国产电影常有的毛病，缺乏熟练、到位的电影语言来表现主题。”

## 获奖提名
| 年份   | 电影节 / 电影奖项 | 类别                   | 被提名人 | 最终结果 |
| ------ | ----------------- | ---------------------- | -------- | -------- |
| 2002年 | 长春电影节        | 最佳女配角             | 黄素影   | 獲獎     |
| 2003年 | 北京大学生电影节  | 最佳导演处女作         | 不適用   | 獲獎     |
| 2003年 | 华语电影传媒大奖  | 中国大陆地区最佳女配角 | 黄素影   | 獲獎     |
| 2003年 | 华语电影传媒大奖  | 中国大陆地区最佳女主角 | 斯琴高娃 | 提名     |
| 2003年 | 华语电影传媒大奖  | 中国大陆地区最佳影片   | 不適用   | 提名     |
| 2003年 | 华表奖            | 优秀女演员奖           | 黄素影   | 獲獎     |
| 2003年 | 华表奖            | 导演新人奖             | 马晓颖   | 獲獎     |
| 2003年 | 华表奖            | 优秀故事片三等奖       | 不適用   | 獲獎     |
| 2003年 | 东京国际电影节    | 亚洲之风特别提名       | 不適用   | 獲獎     |

### 脚注
1. 1 2  本片中署名为“马晓颖”。
2. ↑  一般统计机构默认“优秀故事片一等奖”为“优秀故事片奖”（即最佳影片），其余二等奖、三等奖一般默认为“提名”。

### 出典
1. 1 2  杨阳. . 新浪网. 北京晨报.   [2018-02-07]. （原始内容存档于2011-12-29）.
2. ↑  . 凤凰网. 齐鲁晚报.   [2018-02-07]. （原始内容存档于2018-02-08）.
3. ↑  . 新浪娱乐.   [2018-02-07]. （原始内容存档于2019-02-19）.
4. ↑  . IMDb.   [2018-02-07]. （原始内容存档于2021-10-29）.
5. ↑  . 豆瓣.   [2018-02-07]. （原始内容存档于2020-09-23）.
6. ↑  . 时光网.   [2018-02-07]. （原始内容存档于2018-02-08）.
7. ↑  王文. . 新浪网. 华商报.   [2018-02-07]. （原始内容存档于2017-11-22）.
8. ↑  云风. . 人民网-环球时报.   [2018-02-07]. （原始内容存档于2018-02-08）.